# Росоша (Липовецкий район)
Росо́ша (укр. Росоша) — село на Украине, находится в Липовецком районе Винницкой области.
Код КОАТУУ — 0522285601. Население по переписи 2001 года составляет 2450 человек. Почтовый индекс — 22542. Телефонный код — 4358. Занимает площадь 5,222 км².

## Адрес местного совета
22542, Винницкая обл., Липовецкий р-н, с. Росоша, ул. Карла Маркса, 10; тел. 3-62-47.

## Галерея

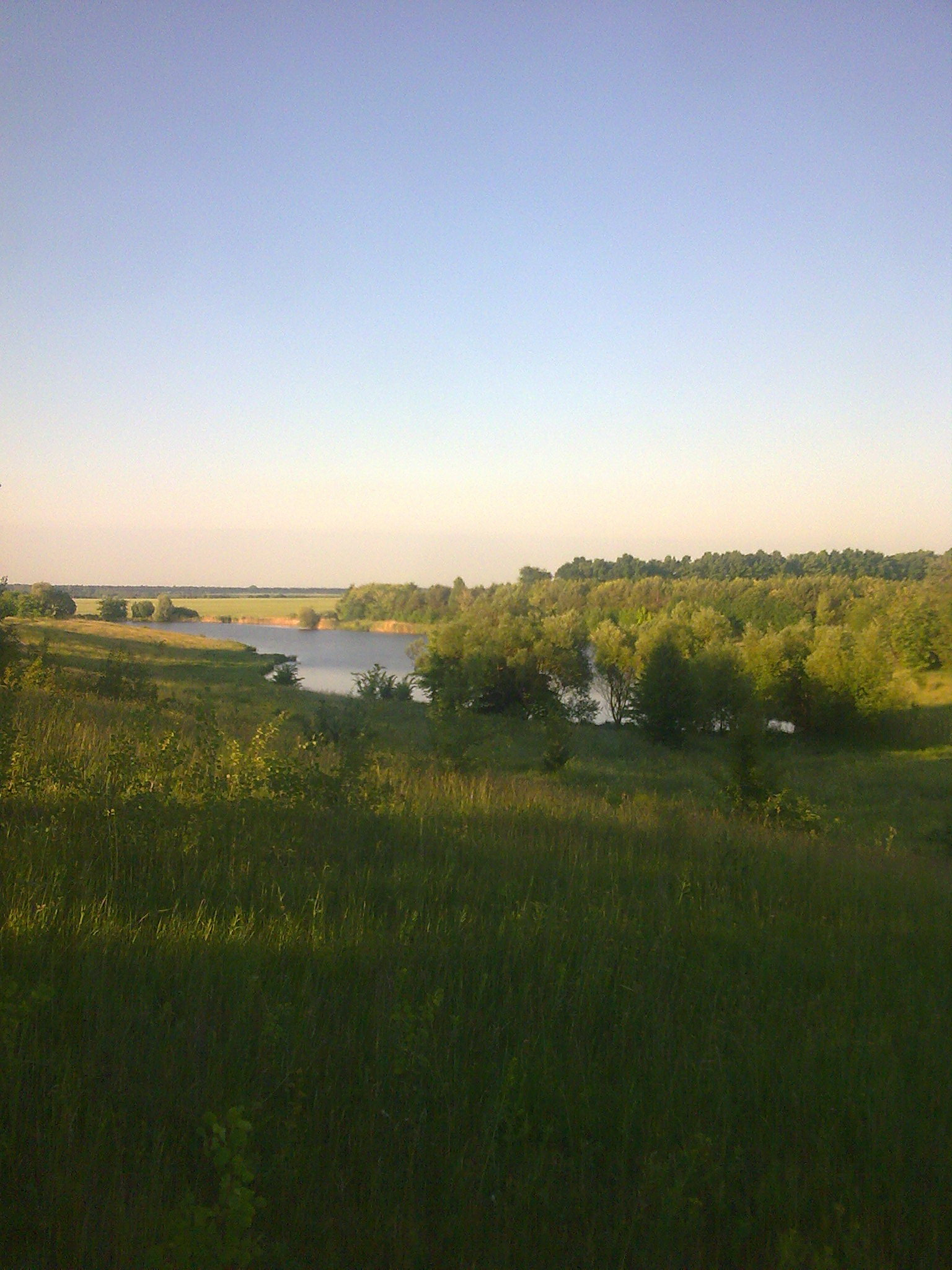
Местность при въезде в село
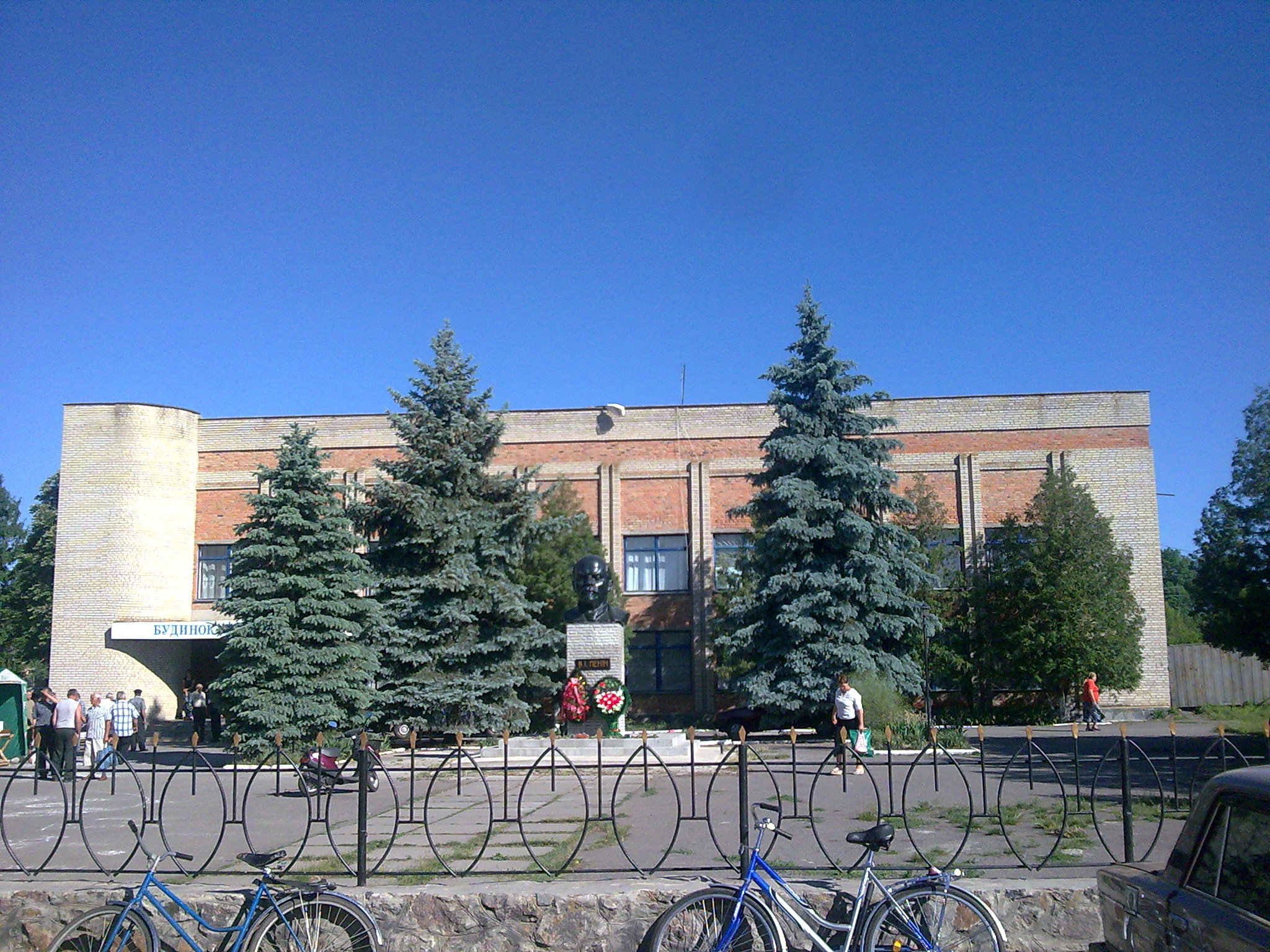
Дом культуры и памятник Ленину
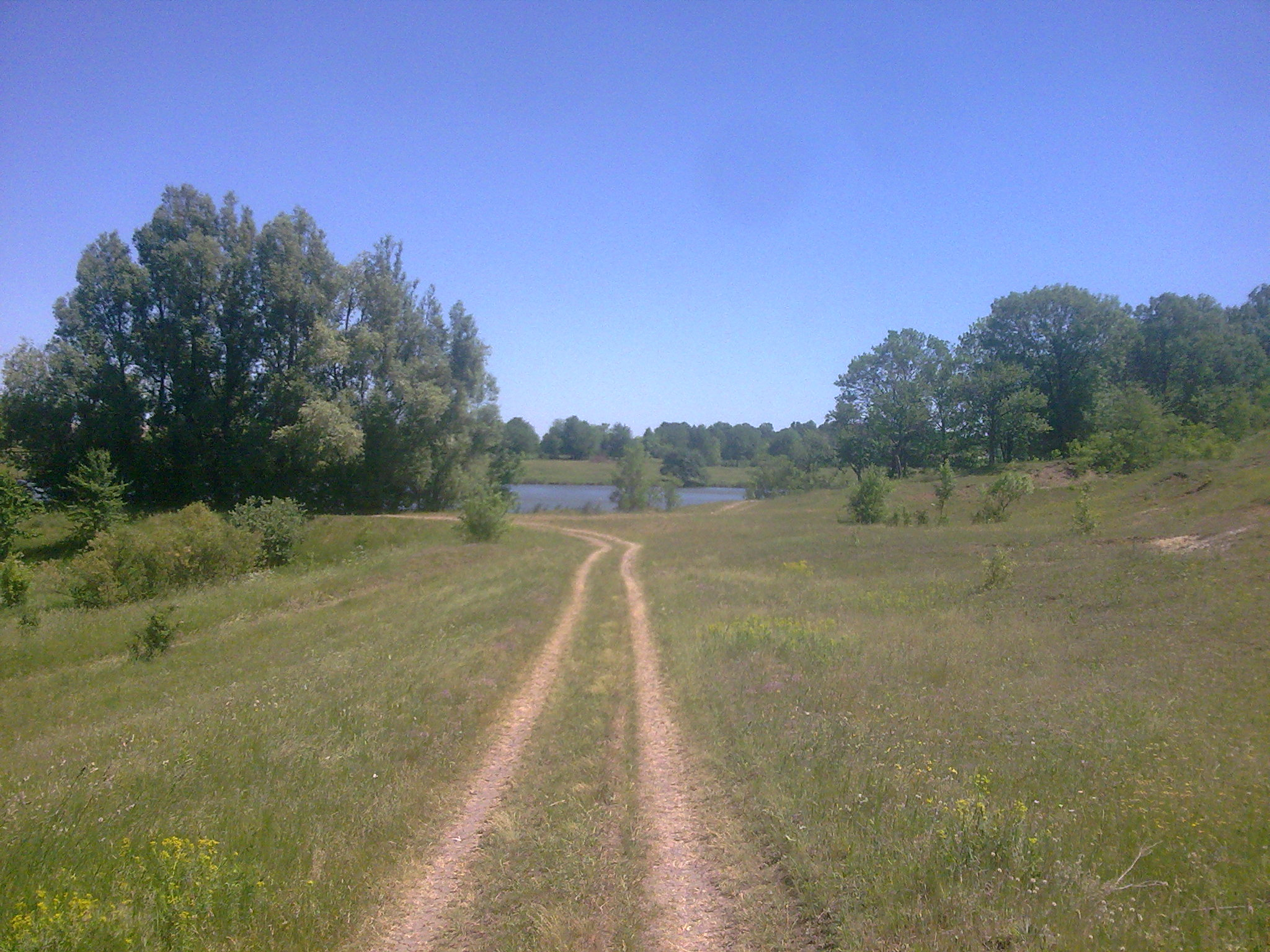
Пейзаж с видом на один из прудов в селе (пруд Шпиль)